# Kok (beroep)

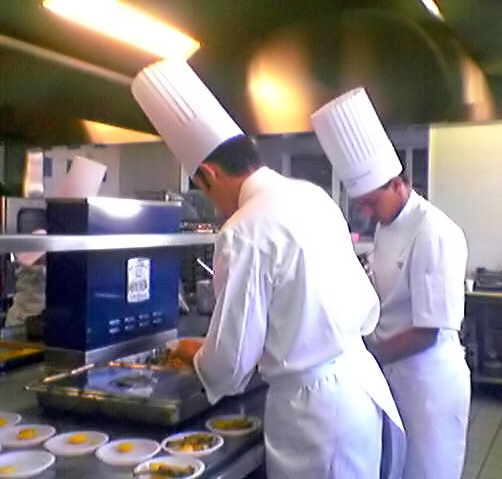
Koks aan het werk

Een kok of kokkin (meervoud koks) is iemand die als beroep de kookkunst beoefent, dus voedsel bereidt tot maaltijden. Een kok heeft meestal een koksopleiding gevolgd. Een kok kan zijn/haar beroep uitoefenen in een restaurant, een hotel-restaurant, een bistro, op een schip, in een kazerne, bij een cateringbedrijf of in een zorginstelling, of ook incidenteel bij speciale gelegenheden. Een kok in de horeca moet meestal in weekenden en avonden werken.
Iemand zonder een professionele koksopleiding wordt een amateurkok genoemd.

## Competentieniveaus
Koks kunnen worden ingedeeld naar competentieniveaus, waaruit dan ook een hiërarchie ontstaat:
- Keukenhulp: medewerker die eenvoudige taken uitvoert, zoals sla wassen of tomaten snijden.
- Hulpkok of Basiskok: heeft al vaardigheden op kookgebied ontwikkeld, maar staat vaak nog onder directe en actieve leiding of toezicht van meer ervaren koks die zorgen voor planning en sturing.
- Zelfstandig werkend kok: kok met uitgebreide ervaring die maaltijden op professionele schaal zelfstandig kan plannen en bereiden zonder voortdurende toezicht of leiding.
- Chef de partie: Zelfstandig werkend kok die de leiding heeft over een specifiek deel van de keuken en als zodanig vaak andere koks actief aanstuurt.
- Sous-chef: kok die naast de Chef-Kok de leiding heeft over de gehele keuken en de Chef-Kok vervangt tijdens diens afwezigheid.
- Chef-kok: de kok die de leiding én eindverantwoordelijkheid heeft over de gehele keuken.

Bovenstaande indeling is de meest gangbare, maar afhankelijk van de omstandigheden zijn er ook andere indelingen. Sommige grotere keukens hebben bijvoorbeeld meerdere niveaus voor chef-koks: een algemene Chef voor de gehele organisatie, en afzonderlijke chef-koks voor de diverse keukens in de organisatie, die de dagelijkse uitvoerende leiding hebben. Soms is er ook een culinaire chef-kok naast of boven de uitvoerende chef-kok(s) die zich voornamelijk bezig houdt met het bedenken van menu's en gerechten. In sommige gevallen is dat een bekende chef-kok (met Michelin-sterren) die voornamelijk zijn of haar naam, expertise en reputatie 'verhuurt' aan de organisatie en in feite alleen in naam de chef-kok is en zelden op locatie aanwezig is.
Verder kunnen koks ingedeeld worden naar discipline, bijvoorbeeld patissiers, de koks die zich bezig houden met productie van onder andere nagerechten.

## Bekende koks
België
- Felix Alen
- Wout Bru
- Sofie Dumont
- Peter Goossens
- Piet Huysentruyt
- Geert Van Hecke
- Pierre Wynants
- Sergio Herman
- Jeroen Meus

Verenigd Koninkrijk
- Heston Blumenthal
- Clement Freud
- Jamie Oliver
- Gordon Ramsay

Frankrijk
- Paul Bocuse
- Bernard Loiseau

Italië
- Antonio Carluccio

Nederland
- Ramon Beuk
- Ron Blaauw
- Herman den Blijker
- Jonnie Boer
- Joop Braakhekke
- Sergio Herman
- Robert Kranenborg
- Mario Ridder
- Rudolph van Veen

Spanje
- Ferran Adrià